# Vallromanes
Vallromanes is een gemeente in de Spaanse provincie Barcelona in de regio Catalonië met een oppervlakte van 11 km². Vallromanes telt 2.525 inwoners (1 januari 2016).

## Demografische ontwikkeling
Bron: INE, 1950-2011: volkstellingen
Opm.: tot 1940 behoorde Vallromanes tot de gemeente Montornés del Vallés

## Fotogalerij

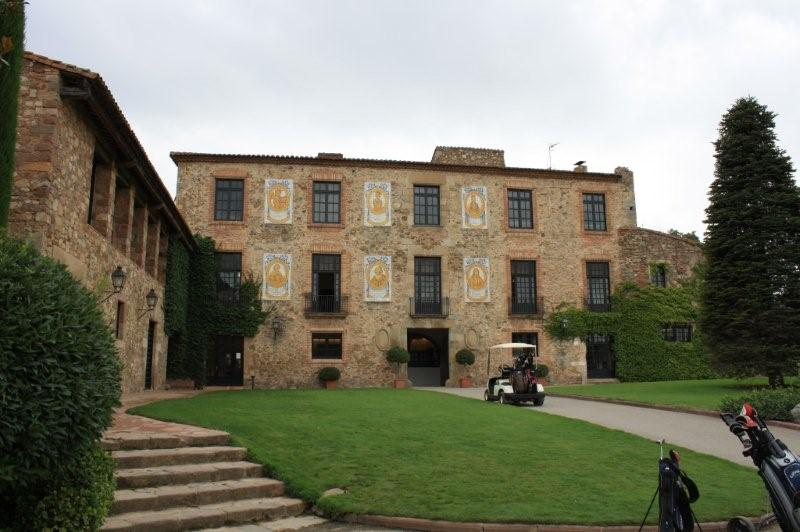
Torre Tavernera
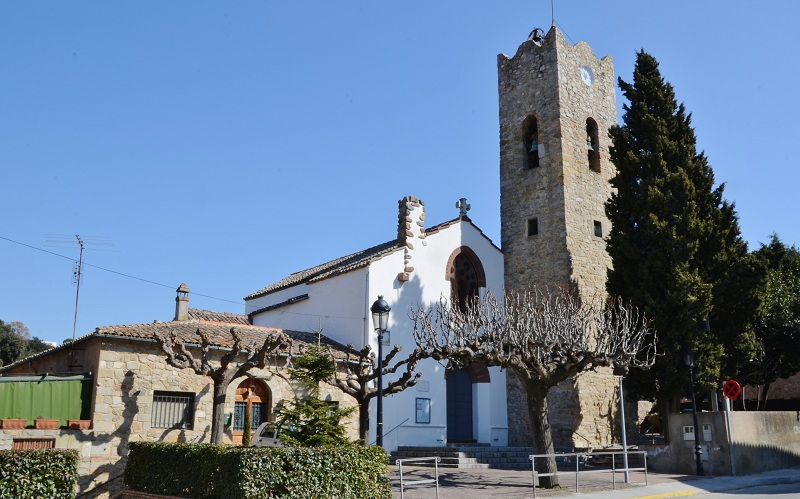
Parochiekerk van St. Vicenç